# 川島市民サービスセンター
川島市民サービスセンター（かわしましみんサービスセンター）は、岐阜県各務原市にある各務原市が運営する公共施設。

## 概要
2016年（平成28年）3月22日竣工。各務原市川島地区の市民サービスの拠点である。各務原市消防本部西部方面消防署川島分署を併設する。また、同じ敷地内には各務原警察署川島駐在所がある。庁舎の中心にはギャラリー等に使用できる「にぎわいロビー」を設置している。西部方面消防署川島分署には非常用発電装置、耐震性防火水槽が設置されている。
かつて、川島市民サービスセンターは旧・川島町役場（1972年（昭和47年）竣工。消防署併設。）を使用していたが、老朽化と耐震性の問題があった。そのため、同じく老朽化した川島駐在所（1978年（昭和53年）竣工）とともに新築・移転した。
元々この場所は、旧・川島町が設置した「憩いの森」という森林公園の一部（東半分）であった。川島市民サービスセンターの新築のさい木々は伐採されることになったが、桜の木は残された。

## 取り扱い業務
- 住所変更の手続き（転入、転出、転居など）
- 戸籍の届出（出生届、結婚届など）
- 住民票、戸籍などの謄本・抄本の発行
- 印鑑登録、印鑑登録証明書の発行
- 所得証明、資産証明などの税証明の発行
- 国民健康保険、国民年金の加入・脱退などの手続き
- 税金、保険料など公金の収納
- 市役所へ提出する届書の取り次ぎ

## 沿革
ここでは川島地区の役所についても記述する。
- 1884年（明治17年）8月 - 羽栗郡小網島村、松倉村、河田島村、松原島村、笠田村の5村が、共同で組合役場を松原島村134番地[3]に設置。
- 1889年（明治22年）7月1日 - 松倉村、河田島村、笠田村、小網島村、松原島村の5ヶ村が合併し川島村が成立。村役場は組合役場をそのまま利用。
- 1927年（昭和2年） - 村役場を大字河田島1041-1番地[4]に新築移転（木造2階建、敷地面積495㎡、建物面積204.66㎡）。
- 1956年（昭和31年）10月1日 - 町制施行により川島町となる。村役場は町役場となる。
- 1972年（昭和47年） - 町役場を河田町1040-1番地（川島農業協同組合跡地）[5]に新築移転する（鉄筋4階建、建物の一部は羽島郡広域連合消防本部川島分署[6]）。
- 1983年（昭和58年） - 役場4階の史料室を川島会館4階（川島町ふるさと史料館）に移設。
- 2004年（平成16年）11月1日 - 川島町が各務原市に編入。町役場は川島振興事務局に改称する。
- 2014年（平成26年）4月1日 - 川島振興事務局は川島市民サービスセンターに改称する。
- 2016年（平成28年）3月22日 - 現在地に新築移転する。

1884年（明治17年）から1926年（大正15年）の村役場跡地には石碑が、1927年（昭和2年）から1971年（昭和46年）の町役場の跡地には案内板が設置されている。また、1927年（昭和2年）から1971年（昭和46年）の町役場の門柱は川島小学校の南西に移築、鬼瓦は川島会館内に展示してある。

## 所在地
- 岐阜県各務原市川島河田町1029-47番地

## アクセス

### 道路
- 岐阜県道180号松原芋島線「川島河田町西」交差点南

### 公共交通機関
- 岐阜バス笠松川島線、各務原市ふれあいバス川島線、「川島小学校前」バス停下車。徒歩で約3分。
- 名鉄バス一宮川島線「川島口」バス停下車、徒歩で約10分。

## 周辺施設
- 各務原市立川島小学校
- 各務原市立川島中学校
- 川島ライフデザインセンター
- 河田町公民館
- 十六銀行川島支店
- ぎふ農業協同組合川島支店